# Tulkarm
Tulkarm (arabisch طولكرم Tūlkarm, DMG Ṭūlkarm; oft auch Tulkarem) ist eine Stadt in den palästinensischen Autonomiegebieten. Tulkarm ist Sitz des Gouvernements Tulkarm.

## Herkunft des Namens
In Tulkarm stecken zwei Wörter: (Tul طول) – was ursprünglich als (Tur/طور) ausgesprochen wurde und auf Arabisch und Aramäisch Berg bedeutet – und (Krm|كرم/عنب), das bedeutet auf Arabisch „Weinrebe“; also heißt die Stadt in etwa „Weinberg“.
Jedoch gibt es auch eine ältere andere Auffassung, wie die Stadt heißt: „Tel-alkrm“ (Tel|تل). Dies bedeutet auf Arabisch „Hügel“ und (Al-Krm|العنب/الكرم) bedeutet auf Arabisch „die Traube“, also „Trauben-Hügel“.

## Geographische Lage
Tulkarm liegt nahe der Grünen Linie am Rande der Küstenebene in einem recht fruchtbaren Gebiet mit subtropisch mildem Klima. Die Stadt ist durch die israelische Sperranlage, die jenseits der grünen Linie auf palästinensischem Territorium verläuft, von ihrer Nachbargemeinde Jubarah abgeschnitten.

## Geschichte
Während des Ersten Weltkriegs erhielt die Stadt 1915 einen Bahnhof, als die Osmanische Militärbahn in Palästina ihre schmalspurige Strecke von der Hedschasbahn kommend über die Strecken Haifa–Dar'a und Afula–Nablus nach Süden vorantrieb. Die von Süden vorrückenden Briten führten ihre von der Sinai-Bahn kommende normalspurige Strecke die osmanische Trasse von Lod bis Tulkarm umgespurt einbeziehend in Richtung Haifa weiter. Die Palästinensische Eisenbahn betrieb auch die Schmalspurbahn von Tulkarm nach Masʿūdiyya in 1050 mm bis 1946 weiter, wobei die Hauptstrecke Haifa–Tulkarm–El Qantara–(Kairo) die bei weitem bedeutendere war. Durch die Grüne Linie, die in der Folge des Krieges um Israels Unabhängigkeit in den Waffenstillstandsabkommen von 1949 fixiert wurde, wurde die Hauptstrecke von der Grenze bei Tulkarm zwei Mal durchschnitten. Auf israelischer Seite wurde 1949 für die Hauptstrecke ein Umgehungsgleis gebaut und der Betrieb wieder aufgenommen. So verlor Tulkarm seinen Bahnanschluss wieder.

## Allgemeine Angaben
Die Stadt hatte 2014 laut dem Palästinensischen Zentralamt für Statistik 58.050 Einwohner. Die Landwirtschaft ist ein wichtiger Wirtschaftszweig. Produziert werden Zitrusfrüchte, Melonen, Oliven, Tomaten, Kartoffeln, Weizen, Sesam, Erdnüsse, Auberginen, Paprika, Bohnen, Trauben, Guaven und seit 2018 auch Ananas.
Auf dem Gebiet des Gouvernements existieren zwei Siedlungen der ehemaligen Flüchtlingslager Tulkarm und Flüchtlingslager Nur Schams.

## Persönlichkeiten
- Ekrem Akurgal (1911–2002), türkischer Archäologe, der 1911 in Tulkarm geboren wurde
- Khaled Abu Toameh, Journalist
- Die Eltern der Königin Rania von Jordanien (* 1970) sind Flüchtlinge aus Tulkarm
- Shakeeb Dallal, Politiker
- Edmone Roffael (1939–2021), in Tulkarm geborener Chemiker und Forstwissenschaftler
- Khaled Nashef (1942–2009), palästinensischer Altorientalist und Vorderasiatischer Archäologe
- Ali H. Nayfeh (1933–2017), Wissenschaftler
- Zuhair Muhsin (1936–1979), Politiker
- Abu Anas asch-Schami (1969–2004), geistiger Führer der islamischen Terrororganisation at-Tauhīd wa al-Dschihād